# Марсель Ван Лангенхов
Марсель Ван Лангенхов (нід. Marcel Van Langenhove, 16 квітня 1944, Веммел) — бельгійський футбольний арбітр. Арбітр ФІФА у 1977—1991 роках. По завершенні кар'єри — муніципальний політик.

## Біографія
Марсель Ван Лангенхов народився 16 квітня 1944 року. У молодості він навчався у Koninklijk Atheneum Etterbeek і грав у футбол за клуб з міста Одергем, перш ніж почати працювати футбольним арбітром у 1961 році.
У 1974 році Ван Лангенхов дебютував як головний арбітр у бельгійському вищому дивізіоні і поступово став одним із найяскравіших арбітрів у змаганнях Бельгії. Наприкінці 70-х він також розпочав свою міжнародну кар'єру. Тоді ж Ван Лангенхов став беззаперечним номером один у Бельгії в серед арбітрів. Його було названо арбітром року Бельгії у 1984 році, після чого він отримував цей трофей і протягом наступних семи років. За свою довгу кар'єру арбітра бельгієць відсудив ряд матчів Кубка європейських чемпіонів, найпам'ятнішими з яких стали ігри у сезоні 1984/85, коли він судив матч Другого раунду «Ліверпуль» — «Бенфіка», та під час сезону 1989/90, коли 46-річний Ван Лангенхов обслужив чвертьфінал між «Баварією» та ПСВ.
Влітку 1990 року Марсель став одним з арбітрів на чемпіонаті світу в Італії, відсудивши матч групового етапу Єгипет — Ірландія (0:0). В подальшому аж до 2006 року жоден інший арбітр Бельгії не судив на матчах чемпіонат світу, поки це право не отримав Франк Де Блекере .
У 1991 році Ван Лангенхов завершив кар'єру судді і зосередився насамперед на своїх обов'язках у муніципальній раді свого рідного міста Веммела, в якій він перебував з 1988 року, а у 2000 році був обраний мером міста, обіймаючи цю посаду до 2010 року.

## Досягнення
- Арбітр року в Бельгії[nl]: 1984, 1985, 1986, 1987, 1988, 1989, 1990, 1991